# Ossia

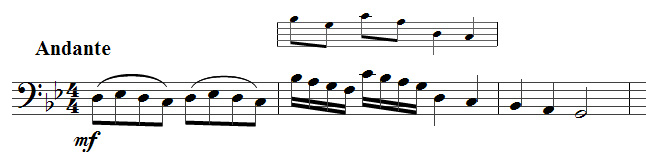
Exemplo de ossia (segundo compasso)

Ossia é um termo musical para um trecho alternativo que pode ser executado no lugar do trecho original em uma composição musical. 
A palavra ossia (tônica na letra "i") vem do italiano ou seja, e era originalmente "o sia". 
Ossias são muitos comuns em óperas e peças para piano. Na prática, trechos ossia são geralmente uma versão mais simples da passagem, mas nem sempre.